# Moulin de Troja
Le Moulin de Troja (en tchèque, Trojský mlýn) est un ancien moulin à eau du quartier de Troja à Prague. Il se dresse sur la rive droite de la Vltava, au sud-ouest du château de Troja, et jouxte la partie sud du zoo de Prague. Avec le château, il est protégé en tant que monument culturel immobilier de la République tchèque.

## Histoire
Le moulin à eau est mentionné en 1433, lorsque Mík de Zadní Ovenec était meunier ici. L'année 1534 est la date de l'accord entre les voisins de Zadní Ovenc et le meunier Jan Kopan, selon lequel la pêche est interdite dans le lieu. Dans les années 1565-1574,  le meunier Šebestián Rouchovanský de Zadní Ovenec y vivait et  possédait des vignobles à proximité, par exemple une colline près de Holešovice.
En 1603, le propriétaire du moulin était le chambellan royal Jaroslav Vchynský de Vchynice. Quatre ans plus tard, Élisabeth de Lobkowicz achète le moulin, un vignoble et les terres attenantes ; le moulin est décrit comme « construit en pierre avec une lucarne cintrée ». En 1624, il fut acquis par Albrecht de Wallenstein et de lui pour 5 500 kopecks par Maximilien de Wallenstein.
En 1678, le moulin fut reconstruit et en 1707, un meunier du Moulin de l'empereur construisit un barrage dans le lit principal de la Vltava. L'augmentation du niveau de l'eau a menacé les maisons de Troja et le moulin, alors déserté. Le cadastre de 1757 le répertorie également comme désert. En 1840, le canal de drainage est marqué comme étant à sec. Un grenier a probablement été construit à l'emplacement du moulin en 1857.

## Description
Le moulin et la maison étaient sous un même toit, mais leur disposition était séparée. Le grenier construit plus tard est un bâtiment massif à plusieurs étages en maçonnerie. Sa partie nord forme le noyau d'un moulin désaffecté, dont a été conservée une vaste cave voûtée en berceau.
L'eau arrivait au moulin par une allée et revenait à la rivière par un canal d'irrigation. Une partie de ce bief existe toujours, le zoo voisin l'utilise après modification pour irriguer les plans d'eau pour les oiseaux.